# ستيوارت بي. شوارتز
ستيوارت بي. شوارتز (بالإنجليزية: Stuart B. Schwartz)‏ هو مؤرخ أمريكي، ولد في 4 سبتمبر 1940 في سبرينغفيلد في الولايات المتحدة.